# 花生四烯酸5-脂氧合酶
花生四烯酸5-脂氧合酶（也称为ALOX5、5-脂氧合酶、5-LOX或5-LO），是一种在人体中由ALOX5基因编码的非血基质含铁酶（EC 1.13.11.34）。花生四烯酸5-脂氧合酶是脂氧合酶家族的成员。它将必需脂肪酸底物转化为白三烯以及多种其他生物活性产品。ALOX5是目前对多种疾病进行药物干预的靶点。

## 基因
ALOX5基因在10号染色体上占据71.9千碱基对（kb）（所有其他人类脂肪氧化酶都聚集在17号染色体上），由14个外显子除以13个内含子组成，编码由673氨基酸组成的成熟78千道尔顿（kD）ALOX5蛋白。ALOX5的基因启动子区域包含8个GC盒，但缺少TATA盒或CAAT盒，因此类似于典型管家基因的基因启动子。8个GC盒中的5个串联排列，并被转录因子Sp1和EGR-1识别。一个新的Sp1结合位点出现在主要转录起始位点附近（位置-65）；包含Sp1/Egr-1位点的富含GC的核心区域可能对基础5-LO启动子活性至关重要。

## 表达
主要参与调节炎症、过敏和其他免疫反应的细胞，例如：中性粒细胞、嗜酸性粒细胞、嗜碱性粒细胞、单核细胞、巨噬细胞、肥大细胞、树突状细胞和B细胞表达ALOX5。血小板、T细胞和红血球为ALOX5阴性。在皮肤中，朗格汉斯细胞强烈表达ALOX5。成纤维细胞、平滑肌细胞和内皮细胞表达低水平的ALOX5。ALOX5的上调（up-regulation）可能发生在白血球成熟期间和用粒细胞-巨噬细胞集落刺激因子处理然后用生理剂刺激的人中性粒细胞中。
ALOX5的异常表达见于体内各种类型的人类癌症肿瘤以及体外各种类型的人类癌细胞系中；这些肿瘤和细胞系包括胰腺、前列腺和结肠的肿瘤和细胞系。ALOX5产品，特别是5-羟基二十碳四烯酸和5-氧代-二十碳四烯酸，促进了这些异常表达ALOX5的肿瘤细胞系的增殖，这表明ALOX5作为它们的促恶性因子并延伸到它们的母体肿瘤。
对培养的人类细胞的研究发现，由于选择性剪接，存在大量的ALOX5 mRNA剪接变体。这种切片的生理和/或病理后果尚未确定。然而，在一项研究中，除了完整的8.6lb物种外，人脑肿瘤还表达出三种mRNA剪接变体（2.7、3.1和6.4kb）。变体的丰度与这些肿瘤的恶性程度相关，表明它们可能在这些肿瘤的发展中发挥作用。

## 生物化学
人类的ALOX5是一种可溶性单体蛋白，由673个氨基酸组成，分子量约为78kDa。在结构上，ALOX5拥有：
- C端催化结构域（残基126–673）
- 一个N端盘状结构域，可促进其与配体底物、Ca2+、细胞磷脂膜、Coactin样蛋白（COL1）和Dicer蛋白的结合
- 其盘状结构域内的PLAT结构域；这个域，通过类比其他PLAT域轴承蛋白，可以作为ALOX5底物结合位点的移动盖子
- 三磷酸腺苷结合位点；三磷酸腺苷对ALOX5的代谢活动至关重要
- 富含脯氨酸的区域（残基566-577），有时称为SH3结合结构域，可促进其与具有SH3结构域（如GRB2）的蛋白质结合，从而可能将酶的调节与酪氨酸激酶受体联系起来.

如花生四烯酸的代谢所示，该酶具有两种催化活性。ALOX5的双加氧酶活性在其1,4二烯基团（即其5Z,8Z双键）的碳5处向花生四烯酸（即5Z,8Z,11Z,14Z-二十碳四烯酸）添加一个超氧化氢（即HO2）残基，形成5(S)-羟过氧化-6E,8Z,11Z,14Z-二十碳四烯酸（即5S-HPETE）。然后，酶将释放5S-HPETE中间体，并被细胞谷胱甘肽过氧化物酶快速还原成其相应的醇，5(S)-羟基-6E,8Z,11Z,14Z-二十碳四烯酸（即5-HETE），或者，通过ALOX5的环氧化物酶（也称为白三烯A4合酶）活性将5S-HPETE转化为其环氧化物5S,6S-羟基-6E,8Z,11Z,14Z-二十碳四烯酸（即白三烯A4）进一步代谢。白三烯A4然后被单独的可溶性酶，白三烯A4水解酶作用，形成二羟基产物白三烯B4（即5S,12R-二羟基-5S,6Z,8E,10E,12R,14Z-二十碳四烯酸）或通过白三烯C4合酶或微粒体谷胱甘肽S-转移酶2（MGST2），将三肽谷氨酸-半胱氨酸-甘氨酸中半胱氨酸的硫基（即SH）残基的硫与白三烯A4的碳6结合，从而形成白三烯C4（即5S-羟基,6R-(S-谷胱甘肽)-7E,9E,11Z,14Z-二十碳四烯酸）。 白三烯C4的谷氨酸和甘氨酸残基可以通过γ-谷氨酰转移酶和二肽酶逐步去除以依次形成白三烯D4和白三烯E4。在不同程度上，ALOX5的其他多不饱和脂肪酸（PUFA）底物遵循相似的代谢途径形成类似的产物。
像啮齿动物中的亚人类哺乳动物ALOX5酶似乎至少在一般情况下具有与人类ALOX5相似的结构、分布、活性和功能。因此，啮齿动物中的模型ALOX5研究似乎对于确定ALOX5在人类中的功能很有价值。

## 调节
ALOX5主要存在于细胞的细胞质和核质中。在细胞刺激后，ALOX5： 
a)可能在丝氨酸663、523 和/或271上被MAPK、S6激酶、PKA、PKC、CDK1和/或Ca2+/CAMK磷酸化； 
b)移动以与核膜中的磷脂结合，并且可能与内质网膜中的磷脂结合； 
c)能够接受由嵌入这些膜中的5-脂氧合酶激活蛋白（FLAP）呈递的底物脂肪酸； 
d)从而变得适合高代谢活性。
这些事情，连同细胞溶质Ca2+水平的升高（促进ALOX5从细胞质和核质转移到所引用的膜），是由细胞刺激诱导的，例如由白细胞上的趋化因子引起的细胞刺激。细胞溶质Ca2+的升高、ALOX5向膜的移动以及ALOX5与FLAP的相互作用对酶的生理活化至关重要。丝氨酸271和663的磷酸化不会改变ALOX5的活性。丝氨酸523磷酸化（由蛋白激酶A进行）使酶完全失活并阻止其核定位；导致细胞激活蛋白激酶A的刺激可以因此阻断ALOX5代谢物的产生。
除了激活之外，ALOX5还必须获得其PUFA底物，这些底物通常以酯键结合到膜磷脂的sn2位置（参见磷脂），以形成生物活性产物。这是由一大类磷脂酶A2酶完成的。磷脂酶A2酶的胞质磷脂酶A2组（即cPLA2）特别是介导炎症细胞中刺激诱导的PUFA释放的许多情况。例如，趋化性因子刺激人类中性粒细胞升高胞质Ca2+，从而触发cPLA2，特别是α同工型（cPLA2α），从其在胞质溶胶中的正常驻地移动到细胞膜。这种趋化性因子刺激同时导致丝裂原活化蛋白激酶（MAPK）的激活，进而通过在ser-505上磷酸化cPLA2α来刺激它的活性（其他细胞类型可以使用其他激酶激活这种或其他cPLA2同工型，这些激酶在不同的丝氨酸残基上磷酸化它们）。这两个事情使cPLA2释放PUFA酯化为膜磷脂到FLAP，然后将它们呈递给ALOX5进行代谢。
已知其他因素在体外调节ALOX5活性，但在细胞刺激期间尚未完全整合到其生理激活中。ALOX5与F肌动蛋白结合蛋白、肌动蛋白样蛋白结合。根据体外研究，这种蛋白质结合通过充当伴侣（蛋白质）或支架来稳定ALOX5，从而避免酶失活以促进其代谢活性；取决于磷脂的存在和环境Ca2+水平等情况，这种结合还会改变ALOX5制造的氢过氧化物与环氧化物（见下文花生四烯酸部分）产品的相对水平。ALOX5与膜的结合以及它与FLAP的相互作用同样导致酶改变其氢过氧相对于环氧化物产生的相对水平，在这些情况下有利于环氧化物产物的产生。某些二酰基甘油的存在，例如1-油酰基-2-乙酰-sn-基甘油、1-十六烷基-2-乙酰基-sn-甘油、1-O-十六烷基-2-乙酰基-sn-甘油和1,2-二辛酰基-sn-甘油但不是1-硬脂酰基-2-花生四烯基-sn-甘油在体外增加ALOX5的催化活性。

## 底物、代谢物合代谢物活性
ALOX5将各种ω-3和ω-6 PUFA代谢成各种具有不同且有时相反的生物活性的产品。下面列出了这些底物及其主要代谢物和代谢物活性。

### 花生四烯酸
ALOX5 将ω-6脂肪酸、花生四烯酸（即5Z,8Z,11Z,15Z-二十碳三烯酸）代谢为5-羟过氧化二十碳四烯酸（5-HPETE），然后迅速转化为生理和病理上重要的产物。普遍存在的细胞谷胱甘肽过氧化物酶（GPX）将5-HPETE还原为5-羟基二十碳四烯酸（5-HETE）； 5-HETE可进一步被5-羟基类二十烷酸脱氢酶（5-HEDH）代谢为5-氧代-二十碳四烯酸（5-氧代-ETE）。或者，ALOX5的内在活性可将5-HPETE转化为其5,6环氧化物，白三烯A4，然后通过白三烯A4水解酶快速转化为白三烯B4或通过白三烯C4合酶转化为白三烯C4；白三烯C4通过多药耐药相关蛋白1转运蛋白（ABCC1）离开其起源细胞，并通过细胞表面附着的γ-谷氨酰转移酶和二肽酶肽酶迅速转化为白三烯D4，然后转化为白三烯E4。在另一个途径中，ALOX5 可能与第二种脂氧合酶 ALOX15 串联作用，以将花生四烯酸代谢为脂氧素A4和B4（参见专业促分解介质#脂氧素）。GPX、5-HEDH、白三烯A4水解酶、白三烯C4合酶、ABCC1和细胞表面肽酶可能对其他PUFA的ALOX5衍生代谢物起类似作用。
白三烯B4、5-HETE和5-氧代-ETE作为白血球趋化性因子可能有助于先天免疫反应，即它们将循环血液中性粒细胞和单核细胞募集并进一步激活到微生物入侵、组织损伤和异物的部位。然而，当过量产生时，它们可能会导致广泛的病理性炎症反应（参见5-HETE和白三烯B4）。5-氧代-ETE是一种特别有效的嗜酸性粒细胞趋化性因子和激活剂，因此可能导致基于嗜酸性粒细胞的过敏反应和疾病（参见5-氧代-二十碳四烯酸）。这些代谢物也可能导致某些癌症的进展，例如前列腺癌、乳癌、肺癌、卵巢癌和胰腺癌。ALOX5可能在其中一些癌症中过度表达；5-氧代-ETE和较小程度的5-HETE刺激源自这些癌症的人类细胞系增殖；并且这些人类细胞系中ALOX5的药理学抑制导致它们通过进入细胞凋亡而死亡。ALOX5及其白三烯B4代谢物以及该代谢物的BLT1和BLT2受体也已被证明可促进培养中各种类型的人类癌细胞系的生长。
白三烯C4、白三烯D4和白三烯E4通过收缩这些气道并促进这些气道炎症、微血管通透性和黏液分泌，导致过敏性气道反应，例如哮喘、某些非过敏性过敏性气道反应和其他涉及支气管收缩的肺部疾病；它们同样会导致各种过敏和非过敏反应，包括鼻炎、结膜炎和荨麻疹（参见白三烯C4、白三烯D4和白三烯E4）。这些肽-白三烯中的某些已被证明可促进培养的人乳腺癌和慢性淋巴细胞白血病细胞系的生长，从而表明ALOX5可能有助于这些疾病的进展。
脂氧素A4和脂氧素B4是多不饱和脂肪酸代谢物的专业促分解介质类的成员。它们在炎症反应中的形成晚于ALOX5衍生的趋化性因子，并且被认为通过例如抑制循环白血球进入发炎组织、抑制白血球的促炎作用、促进白血球来限制或解决这些反应从炎症部位退出，并刺激白血球凋亡。

### 米德酸
米德酸（即5Z,8Z,11Z-二十碳三烯酸）与花生四烯酸相同，只是它的第15位和第16位碳之间有一个单键而不是双键。ALOX5将米德酸代谢为其4系列花生四烯酸代谢物的3系列（即含有3个双键）类似物，即5(S)-羟基-6E,8Z,11Z-二十碳三烯酸 (5-HETrE)、5-氧代-6,8,11-二十碳三烯酸（5-氧代-ETrE）、白三烯A3和白三烯C3；由于白三烯A3抑制白三烯A4水解酶，米德酸代谢细胞产生的白三烯B3相对较少，并且被阻止将花生四烯酸代谢为白三烯B4。另一方面，5-氧代-ETrE作为嗜酸性粒细胞趋化性因子几乎与5-氧代-ETE一样有效，因此可能有助于生理和病理过敏反应的发展。据推测，遵循ALOX5将花生四烯酸代谢为4系列代谢物的相同代谢途径同样作用于米德酸以形成这些产物。

### 二十碳五烯酸
ALOX5将ω-3脂肪酸、二十碳五烯酸（即 4Z,8Z,11Z,14Z,17Z-二十碳五烯酸）代谢为5-羟过氧化-二十碳五烯酸，然后将其转化为结构类似的5系列产品它们的花生四烯酸对应物，即5-羟基-二十碳五烯酸（5-HEPE）、5-氧代-二十碳五烯酸（5-氧代-HEPE）、白三烯B5（LTB5）、LTC5、LTD5和LTE5。据推测，遵循ALOX5将花生四烯酸代谢为4系列代谢物的相同代谢途径同样作用于二十碳五烯酸以形成这些5系列产品。ALOX5还在一系列代谢途径中与其他脂氧合酶、环氧合酶或细胞色素P450酶合作，将二十碳五烯酸代谢为E系列的消退素（有关此代谢的更多详细信息，请参见专业促分解质#EPA衍生消退素），即消退素E1和E2。
5-HEPE、5-氧代-HEPE、LTB5、LTC5、LTD5 和LTE5在刺激细胞和组织方面的效力通常低于其花生四烯酸衍生的对应物；由于它们的产生与其花生四烯酸衍生对应物的产量减少有关，因此它们可能间接用于降低其花生四烯酸衍生对应物的促炎和促过敏活性。消退素E1和E2是专门的促解决介质，有助于解决炎症和其他反应。

### 二十二碳六烯酸
ALOX5与ALOX15串联作用，将ω-3脂肪酸、二十二碳六烯酸（DHA，即 4Z、7Z、10Z、13Z、16Z、19Z-二十二碳六烯酸）代谢为D系列消退素（参见专业促分解介质#DHA衍生消退素以了解有关此代谢的更多详细信息）。
D系列消退素（即RvD1、RvD2、RvD3、RvD4、RvD5、RvD6、AT-RVD1、AT-RVD2、AT-RVD3、AT-RVD4、AT-RVD5和AT-RVD6）是专门的促分解介质，有助于消退炎症，促进组织愈合，并减少对炎症引起的疼痛的感知（见消退素）。

## 转基因研究
对删除或过表达ALOX5基因的模型动物系统的研究给出了看似矛盾的结果。例如，在小鼠中，ALOX5过表达可能会减少某些类型造成的损害，但会增加其他类型的侵入性病原体造成的损害。这可能反映了由ALOX5酶产生的一系列代谢物，其中一些具有相反的活性，如促炎趋化性因子和抗炎专用促分解介质。ALOX5和可能的人类ALOX5功能可能因刺激它们的物质和它们形成的代谢物类型而有很大差异；对这些试剂有反应的特定组织；进行观察的时间（例如早期与延迟）；并且很可能还有其他各种因素。
ALOX5基因敲除小鼠更容易受到肺炎克雷伯氏菌、伯氏疏螺旋体和巴西副球孢子菌的实验性感染的发展和病理并发症的影响。在盲肠穿孔诱发的败血症模型中，ALOX5基因敲除小鼠的中性粒细胞数量减少，而在其腹膜中积累的细菌数量增加。另一方面，ALOX5基因敲除小鼠对流产布鲁氏菌感染和至少在其急性期的克氏锥虫感染表现出增强的抵抗力和减少的病理学。此外，在人类呼吸道合胞病毒病、莱姆病、弓形虫病和角膜损伤的实验模型中，ALOX5-null小鼠表现出炎症成分恶化、无法解决炎症相关反应以及存活率降低。这些研究表明ALOX5可能通过产生代谢物（例如动员先天免疫系统的趋化性因子）发挥保护作用。然而，抑制炎症似乎也是ALOX5的一种功能，可能是通过促进产生抗炎专门的促分解介质（SPM），至少在某些基于啮齿动物炎症的模型系统中是这样。这些遗传研究表明ALOX5以及它们有助于制造的趋化性因子和SPM可能在人类中发挥类似的相反的促炎和抗炎功能。
ALOX5基因敲除小鼠的肺肿瘤体积和直接植入肺的刘易斯肺癌细胞的肝转移增加；这一结果不同于许多体外研究，这些研究表明人类ALOX5及其某些代谢物可促进癌细胞生长，因为它发现小鼠ALOX5及其某些代谢物可能抑制癌细胞生长。该模型的研究表明，ALOX5通过其一种或多种代谢物发挥作用，通过将抑制癌症的CD4+辅助性T细胞和CD8+细胞毒性T细胞募集到植入部位来减少刘易斯癌的生长和进展。人类体外和小鼠体内研究之间的这种显着差异可能反映了物种差异、体外与体内差异或 ALOX5/Alox5功能的癌细胞类型差异。

## 临床意义

### 炎症
研究表明ALOX5通过促进对各种急性疾病（例如病原体入侵、外伤和烧伤）的炎症反应的增加来促进先天免疫（见炎症#引發炎症的原因）；然而，ALOX5也有助于过度和慢性炎症反应的发展和进展，例如类风湿性关节炎、动脉粥样硬化、炎症性肠病和自身免疫性疾病。这些双重功能可能反映了ALOX5形成以下物质的能力：
a)有效的趋化性因子，白三烯B4，以及可能还有较弱的趋化性因子，5S-HETE，它们用于吸引和激活炎症诱导细胞，如循环白血球和组织巨噬细胞和树突状细胞
b)SPM的脂氧素和消退素亚家族，它们倾向于抑制这些细胞以及整体炎症反应。

### 过敏
ALOX5有助于过敏和过敏性炎症反应以及过敏性鼻炎、结膜炎、哮喘、皮疹和湿疹等疾病的发展和进展。这种活性反映了它的形成：
a)白三烯C4、白三烯D4和白三烯E4，它们促进血管通透性、收缩气道平滑肌，并以其他方式扰乱这些组织和
b)白三烯B4和可能的5-氧代-ETE，它们是嗜酸性粒细胞（促进这种反应的细胞类型）的趋化性因子和激活剂。
5-氧代-ETE和较小程度的5S-HETE还与另一种促过敏介质血小板活化因子协同作用，以刺激和以其他方式激活嗜酸性粒细胞。

### 超敏反应
ALOX5有助于呼吸系统和皮肤的非过敏反应，例如阿司匹林加重呼吸道疾病、非甾体抗炎药超敏反应、非甾体抗炎药（NSAID）诱发的非过敏性鼻炎、NSAID诱发的非过敏性结膜炎、NSAID诱发的血管性水肿或NSAID诱发的荨麻疹；它还可能导致呼吸系统对冷空气甚至酒精饮料的超敏反应。这些病理反应可能涉及与促进过敏反应的相同的ALOX5形成的代谢物。

### ALOX5抑制药物
上面引用的组织、动物模型以及动物和人类基因研究表明ALOX5与多种疾病有关：
a)对病原体、创伤、烧伤和其他形式的组织损伤的过度炎症反应（参见炎症#引發炎症的原因）；
b)慢性炎症性疾病，例如类风湿性关节炎、动脉粥样硬化、炎症性肠病、自身免疫性疾病和阿尔茨海默病；
c)过敏和过敏性炎症反应，如过敏性鼻炎、结膜炎、哮喘、皮疹和湿疹；
d)非甾体抗炎药引起的急性非过敏反应，如哮喘、鼻炎、结膜炎、血管性水肿和荨麻疹；
e)某些癌症的进展，例如前列腺癌和胰腺癌。然而，临床使用抑制ALOX5的药物治疗任何这些疾病已经成功，只有齐留通及其控释制剂，齐留通CR。
齐留通在美国被批准用于过敏性哮喘的预防和慢性治疗；它还用于治疗慢性非过敏反应，如非甾体抗炎药引起的非过敏性肺、鼻和结膜反应以及运动引起的哮喘。齐留通在治疗类风湿性关节炎、炎症性肠病和牛皮癣的临床试验中显示出一些有益效果。齐留通目前正在进行治疗寻常痤疮（轻度至中度炎症性面部痤疮）的II期研究，以及将其与伊马替尼联合治疗慢性髓细胞性白血病的I期研究（见临床试验）。齐留通和齐留通CR导致2%的患者肝酶升高；因此，这两种药物禁用于患有活动性肝病或持续肝酶升高超过正常上限三倍的患者。在开始使用这些药物之前，应评估肝功能，前3个月每月评估一次，第一年剩余时间每2到3个月评估一次，之后定期评估；齐留通还具有相当不利的药理学特征（参见齐留通#禁忌症和警告）。鉴于这些缺陷，其他靶向ALOX5的药物正在研究中。
黄酮氧化物是纯化的植物衍生生物类黄酮（包括黄芩苷和儿茶素）的专有混合物。它在体外和动物模型中抑制COX-1、COX-2和ALOX5。自2004年以来，黄酮氧化物已在美国被批准用作医疗食品，并且可以通过处方以500毫克的片剂形式用于慢性骨关节炎，商品名为Limbrel。然而，在临床试验中，高达10%接受黄酮氧化治疗的患者出现血清肝酶升高，尽管只有1-2%的受者升高超过正常上限3倍。然而，自从它发布以来，已经有几篇关于黄酮氧化物引起的临床明显急性肝损伤的报告。
Setileuton（MK-0633）已完成治疗哮喘、慢性阻塞性肺病和动脉粥样硬化的II期临床试验（分别为NCT00404313、NCT00418613和NCT00421278）。PF-4191834已完成治疗哮喘的II期研究（NCT00723021）。
贯叶金丝桃素是草药圣约翰草的一种活性成分，在微摩尔浓度下具有抑制ALOX5的活性。靛玉红-3'-单肟是天然生物碱靛玉红的衍生物，也被描述为在一系列无细胞和基于细胞的模型系统中有效的选择性ALOX5抑制剂。此外，姜黄素是姜黄的一种成分，是一种5-LO抑制剂，如酶的体外研究所定义。
已发现乙酰-11-酮-β-乳香酸（AKBA）是一种在乳香（印度乳香）中发现的具有生物活性的乳香酸，可抑制5-脂氧合酶。乳香可减少因脑肿瘤而接受照射的患者的脑水肿，这被认为是由于 5-脂氧合酶抑制所致。
虽然只有一种ALOX5抑制药物已被证明可用于治疗人类疾病，但其他在ALOX5启动途径下游起作用的药物正在临床使用。孟鲁司特、扎鲁司特和普仑司特是半胱氨酰白三烯受体1的受体拮抗剂，有助于介导白三烯C4、D4和E4的作用。这些药物通常用作过敏性和非过敏性哮喘和鼻炎疾病的预防和长期治疗也可用于治疗因腺样体扁桃体肥大导致的获得性儿童睡眠呼吸暂停（参见获得性非炎症性肌病#饮食和创伤诱发的肌病）。
然而，迄今为止，无论是白三烯B4合成抑制剂（即ALOX5或白三烯A4水解酶的阻断剂）还是白三烯B4受体抑制剂（BLT1和BLT2）都没有证明是有效的抗炎药。此外，白三烯C4、D4 和E4合成阻滞剂（即ALOX5抑制剂）以及白三烯C4和D4受体拮抗剂已被证明不如皮质类固醇作为持续性哮喘的单一药物疗法，特别是在气道阻塞患者中。作为添加到皮质类固醇中的第二种药物，白三烯抑制剂在治疗哮喘方面似乎不如β2肾上腺素受体激动药。

## 人类基因
ALOX5有助于形成可能促进（例如白三烯、5-氧代-ETE）的PUFA代谢物，同时也有助于抑制（即脂氧素、消退素）疾病的代谢物。因此，ALOX5的表达或活性由于其基因的变化而出现的给定异常可能会促进或抑制炎症，这取决于这些相反的代谢物在调节所检查的特定类型反应中的相对作用。此外，迄今为止研究的ALOX5相关组织反应受到多种遗传、环境和发育变量的影响，这些变量可能会影响ALOX5表达或功能异常的后果。因此，ALOX5基因的异常可能因所研究的人群和个体而异。

### 过敏性哮喘
人类ALOX5基因的上游启动子通常具有5个GGGCCGG重复序列，这些重复序列与Sp1转录因子结合，从而增加基因对ALOX5的转录。在土耳其安卡拉对624名哮喘儿童的研究中，这五个重复启动子区域的纯合子变体更可能患有严重哮喘。这些变体与其嗜酸性粒细胞中ALOX5水平降低以及白三烯C4产生减少有关。这些数据表明ALOX5可能有助于减轻哮喘的严重程度，可能是通过将PUFA代谢为专门的促分解介质。促进ALOX5活性（即5-脂氧合酶激活蛋白）、将ALOX5的初始产物5S-HPETE代谢为白三烯B4（即白三烯A4水解酶）或负责介导细胞受体的基因中的单核苷酸多态性差异在单一人群研究中，细胞对下游ALOX5产物白三烯C4和D4（即CYSLTR1和CYSLTR2）的反应与哮喘的存在有关。这些研究表明，遗传变异可能在过敏性哮喘的总体易感性中发挥作用，尽管相对较小。

### 非甾体抗炎药引起的非过敏反应
阿司匹林和其他非甾体抗炎药（NSAID）可引起NSAID加重疾病（N-ERD）。这些最近被分为5组，其中3组不是由经典免疫机制引起的，并且与ALOX5的功能有关：
1)非甾体抗炎药加重呼吸系统疾病（NERD），即支气管气道阻塞症状、呼吸困难、和/或有哮喘和/或鼻窦炎病史的患者在服用NSAID后不久出现鼻塞/鼻漏； 
2)非甾体抗炎药加重的皮肤病（NECD），即有慢性荨麻疹病史的患者在服用非甾体抗炎药后不久出现风团反应和/或血管性水肿反应； 
3)非甾体抗炎药引起的荨麻疹/血管性水肿（NIUA、即无慢性荨麻疹病史的患者在服用非甾体抗炎药后不久出现风团和/或血管性水肿症状）。
基因多态性ALOX5基因中的单核苷酸多态性（SNP）变体ALOX5-1708 G>A与韩国患者NSAID诱导的哮喘和三个SNP ALOX5变体相关：rs4948672、 rs1565096、和rs7894352，与西班牙患者的非甾体抗炎药引起的皮肤反应有关。

### 动脉粥样硬化
通过颈动脉内膜-中层厚度测量判断，470名受试者（非西班牙裔白人，55.1%；西班牙裔，29.6%；亚洲或太平洋岛民，7.7 和；非洲裔美国人，5.3%，以及其他人，2.3%）的ALOX5基因启动子的主要五个串联重复Sp1结合基序（GGGCCGG）的两个变异的携带者与动脉粥样硬化的严重程度呈正相关。变异等位基因涉及对五个串联基序等位基因的Sp1基序的缺失（一个或两个）或添加（一个、两个或三个）。